# 米爾斯里弗 (北卡羅萊納州)
米爾斯里弗（英語：Mills River）是一個位於美國北卡羅萊納州亨德森縣的城鎮。

## 人口
根據2020年美國人口普查的數據，米爾斯里弗的面積為58.24平方千米，當中陸地面積為57.79平方千米，而水域面積為0.45平方千米。當地共有人口7078人，而人口密度為每平方千米122人。